# الكنيسة الكاثوليكية والعبودية
مسألة العبودية كانت قضية لها علاقة تاريخية بالكنيسة الكاثوليكية. طوال معظم تاريخ البشرية، مورست العبودية وقبلتها العديد من الثقافات والأديان حول العالم. بعض المقاطع في العهد القديم أجازت الرق. نصح العهد الجديد العبيد أن يطيعوا أسيادهم، لكن هذا لم يكن تأييدًا للرق، بل كان نداءً إلى العبيد المسيحيين لتكريم أسيادهم وقبول معاناتهم من أجل المسيح. من خلال إعلان المعمودية للجميع، اعتبرت الكنيسة أن جميع الناس كانوا متساوين بشكل أساسي. بعد تقنين المسيحية في الإمبراطورية الرومانية، كان هناك شعور متزايد بأن العديد من أنواع العبودية لم تكن متوافقة مع المفاهيم المسيحية للعدالة والإحسان؛ جادل البعض ضد جميع أشكال العبودية بينما جادل آخرون، بما في ذلك توماس الأكويني واسع التأثير، أن العبودية تعتبر جزائية وتخضع لقيود معينة. نجح الغرب المسيحي في فرض تطبيق كلي تقريبًا على أنه لا يمكن استعباد مسيحي حر، على سبيل المثال عندما يصبح أسيرًا في حرب، لكن هذا الأمر كان يخضع للتحسين المستمر ولم يطبق باستمرار على مر التاريخ. شهدت العصور الوسطى أيضا ظهور رهبان مثل Mercedarians الذين تم تأسيسهم بغرض تحرير العبيد المسيحيين. بحلول نهاية فترة العصور الوسطى، تم إلغاء استعباد المسيحيين إلى حد كبير في جميع أنحاء أوروبا على الرغم من أن استعباد غير المسيحيين ظل مسموحًا به، وشهد انتعاشًا في إسبانيا والبرتغال.
على الرغم من أن بعض رجال الدين الكاثوليك والبابوات امتلكوا العبيد، وكانت السفن البحرية في الدول البابوية تستخدم المسلمين الأسرى كعبيد، بدأت تعاليم الكاثوليك في التحول بقوة ضد أشكال العبودية «غير العادلة» عمومًا. في عام 1435، تم حظر استعباد المعمدين حديثًا، وبلغت الإدانة ذروتها في إدانة استعباد الشعوب الأصلية من قِبل البابا بولس الثالث في 1537. ومع ذلك، عندما زاد عصر الاستكشاف من عدد العبيد الذين يمتلكهم المسيحيون بشكل كبير، كان رجال الدين -في ظل ضغوط سياسية قوية- مرتبكين وغير فعالين في منع العبودية في مستعمرات البلدان الكاثوليكية. كانت المراسيم البابوية السابقة مثل مراسيم البابا نيكولاس الخامس Dum Diversas، وRomanus Pontifex تسمح بـ«العبودية الدائمة» للساراكينوس (المسلمين أو العرب) والوثنيين في أفريقيا، واستخدمت لتبرير استعباد السكان الأصليين والاستيلاء على أراضيهم خلال هذا العصر.
ألهم انخفاض عدد السكان في الأمريكتين، وبالتالي النقص في العبيد، جدالًا متزايدًا خلال القرن السادس عشر حول أخلاقيات العبودية. تم إرسال أول شحنة كبيرة من الأفارقة السود لنقص العبيد الأصليين، والتي أصبحت فيما بعد تعرف باسم تجارة الرقيق عبر المحيط الأطلسي، بناءً على طلب الأسقف لاس كاساس وأذن بها كارلوس الخامس، الإمبراطور الروماني المقدس في عام 1517. رفض لاس كاساس في وقت لاحق جميع أشكال العبودية الظالمة وأصبح مشهورًا باعتباره الحامي الكبير للحقوق الهندية. لم تكن هناك إدانة بابوية لتجارة الرقيق عبر المحيط الأطلسي في ذلك الوقت. أعلن لاس كاساس في عام 1547 أن الإسبان لم يشنوا أبدا حربًا عادلة ضد الهنود لأنهم لم يكن لديهم سبب عادل للقيام بذلك.
أصدر عدد من الباباوات مراسيم بابوية يدينون فيها الاستعباد «غير العادل» (كان لا يزال الاستعباد «العادل» مقبولا باعتباره شكلاً من أشكال العقاب)، وإساءة معاملة الأمريكيين الأصليين على أيدي المستعمرين الإسبان والبرتغاليين؛ ومع ذلك، تم تجاهل هذه المراسيم إلى حد كبير. ومع ذلك، عمل المبشرون الكاثوليك مثل اليسوعيين، الذين كانوا يمتلكون أيضًا عبيداً، على تخفيف معاناة العبيد الأمريكيين الأصليين في العالم الجديد. استمر النقاش حول أخلاقيات العبودية طوال هذه الفترة، وتم وضع بعض الكتب التي تنتقد العبودية في دليل الكتب المحرمة من قبل مجمع العقيدة والإيمان بين عامي 1573 و1826. تم حرمان المبشرين الكبوشيين كنسيا لدعوتهم إلى تحرير العبيد السود في الأمريكتين. في 22 ديسمبر 1741، أصدر البابا بنديكت الرابع عشر المرسوم البابوي "Immensa Pastorum Principis" ضد استعباد الشعوب الأصلية للأمريكتين ودول أخرى. على الرغم من إصدار إدانة أقوى للأنواع الظالمة من العبودية من قبل البابا غريغوري السادس عشر في مرسومه In supremo apostolatus الذي صدر عام 1839، واصل بعض الأساقفة الأمريكيين دعمهم لتجارة الرقيق حتى إلغاء العبودية. في عام 1866، أكد المكتب المقدس للبابا بيوس التاسع أنه، وفقًا لشروط محددة، فإنه ليس ضد الشريعة الإلهية بيع العبد أو شراؤه أو استبداله. في عام 1995، كرر البابا يوحنا بولس الثاني إدانة «الشرور»، بما في ذلك العبودية.